# Глушник мобільних телефонів
Станція активних перешкод, також глушник, також Постановник завад (англ. jammer, жарг. — «глушилка») — це пристрій, який використовується для створення радіо-перешкод, що унеможливлює роботу будь-яких приладів радіозв'язку.
Глушник мобільних телефонів створює перешкоди частоті, на якій працюють сучасні мобільні телефони. Таким чином, цей прилад перешкоджає передачі сигналу від вежі мобільного зв'язку до телефону. Ефективнішим з точки зору енергозбереження є переривання саме сигналу від вежі до мобільного телефону, а не від телефону до вежі, бо сигнал від вежі не такий потужний, адже вежа розташована на великій відстані, і його легше заблокувати. Зазвичай, такі прилади використовуються у місцях, де телефонні розмови є недоречними та будуть відволікати.
Треба пам'ятати, що глушіння — це протизаконне створення перешкод у каналах мобільного зв'язку.

## Історія
Швидке поширення мобільних телефонів на початку XXI століття призвело до появи таких проблем, як втручання в приватне життя людини, промислове шпигунство і таке інше. До того ж, у суспільстві все більше і більше наростало невдоволення з приводу здійснення телефонних дзвінків у транспорті, кінотеатрах, ресторанах та інших суспільних місцях. В той час, як старі телефони мали поганий зв'язок і працювали далеко не всюди, нові моделі вже можна було використовувати майже будь-де. Глушники мобільних телефонів є дешевшою альтернативою таким засобам для боротьби із мобільним зв'язком, як клітка Фарадея.
Розроблялися глушники виключно для використання військовими та органами правопорядку у боротьбі із злочинцями. Деякі пристрої були спеціально сконструйовані для запобігання використання радіо-керованих бомб. З часом компанії, які спочатку виробляли глушники виключно за держзамовленням, під впливом попиту на ці пристрої серед цивільного населення, налагодили продажі глушників. Відтоді, попит на цю продукцію повільно, але впевнено зростає, особливо у більшості густонаселених регіонах.

## Принцип дії
Глушник мобільних телефонів блокує стільникові телефони шляхом посилання радіохвиль на частоті, яка використовується мобільними операторами. Це викликає перешкоди у зв'язку між телефоном та мобільною вежею, що призводить до втрати сигналу від мережі. Більшість мобільних телефонів використовують різні частоти для відправлення та отримання сигналів від мобільної вежі (так звана двостороння передача).
Щоб вивести телефон з ладу достатньо перервати будь-який з цих сигналів. Портативні моделі можуть блокувати телефони на відстані до 30 метрів, у той час як радіус дії стаціонарних глушників може перевищувати декілька кілометрів.

### Види глушників
- Портативні глушники — це пристрої розміром з телефон та малопотужні девайси. Вони можуть блокувати отримання даних на відстані до 15 метрів без перешкод.
- Стаціонарні джемери дорожчі та потужніші. Зазвичай вони мають більший радіус глушіння й ширший діапазон частот. Сильні джемери можуть вимагати додаткового охолодження через перегрів. Стаціонарні глушіння зазвичай мають дальність до 100 метрів і потребують джерела живлення 230 В.
- Саморобні джемери — це пристрої малої потужності, які працюють у невеликих межах. Однак покриття можна розширити за допомогою широкосмугових підсилювачів[4].

## Законодавче підґрунтя
Використання глушників законодавчо не заборонене. Ось детальні відомості про законність глушників в різних країнах світу:
- Австралія: заборонено продаж, постачання та використання
- Англія: дозволено володіння, заборонено використання
- Білорусь: не заборонено законодавством
- Вірменія: не заборонено законодавством
- Грузія: не заборонено законодавством
- Індія: дозволено використання в державних установах та школах
- Італія: дозволено володіння, заборонено використання
- Мексика: дозволено використання у деяких закладах (тюрми, лікарні, церкви тощо)
- Молдова: не заборонено законодавством
- Нова Зеландія: дозволено використання в тюрмах[5]
- Норвегія: використання дозволено лише військовим та правоохоронним органам
- Росія: не заборонено законодавством
- США: повністю заборонено[6]
- Туреччина: використання дозволено лише військовим та правоохоронним органам
- Україна: не заборонено законодавством, планується використання в школах[7]
- Швейцарія: повністю заборонено
- Японія: дозволено використання персональних моделей (радіус дії — 5-7 метрів)

## Використані матеріали
1. ↑  How mobile jammers work. Архів оригіналу за 13 липня 2011. Процитовано 26 листопада 2009.
2. ↑  Що таке глушіння бездротової системи безпеки та як йому протистояти | Блог Ajax Systems. Ajax Systems (ua) . Архів оригіналу за 21 вересня 2020. Процитовано 19 лютого 2020.
3. ↑  Howstuffworks: How Cell-phone Jammers Work. Архів оригіналу за 12 грудня 2009. Процитовано 26 листопада 2009.
4. ↑  What jamming of a wireless security system is and how to resist it | Ajax Systems Blog. Ajax Systems (англ.). Архів оригіналу за 6 серпня 2020. Процитовано 3 лютого 2020.
5. ↑  Cellphone jamming technology will be placed in all NZ prisons | NATIONAL | NEWS | tvnz.co.nz. Архів оригіналу за 15 травня 2009. Процитовано 26 листопада 2009.
6. ↑  Communications Act of 1934: as amended by Telecom Act of 1996 (PDF). Архів оригіналу (PDF) за 22 вересня 2009. Процитовано 26 листопада 2009.
7. ↑  Мобилки на тестах заставят замолчать. Архів оригіналу за 2 лютого 2018. Процитовано 26 листопада 2009.